# Ștefan Catargiu

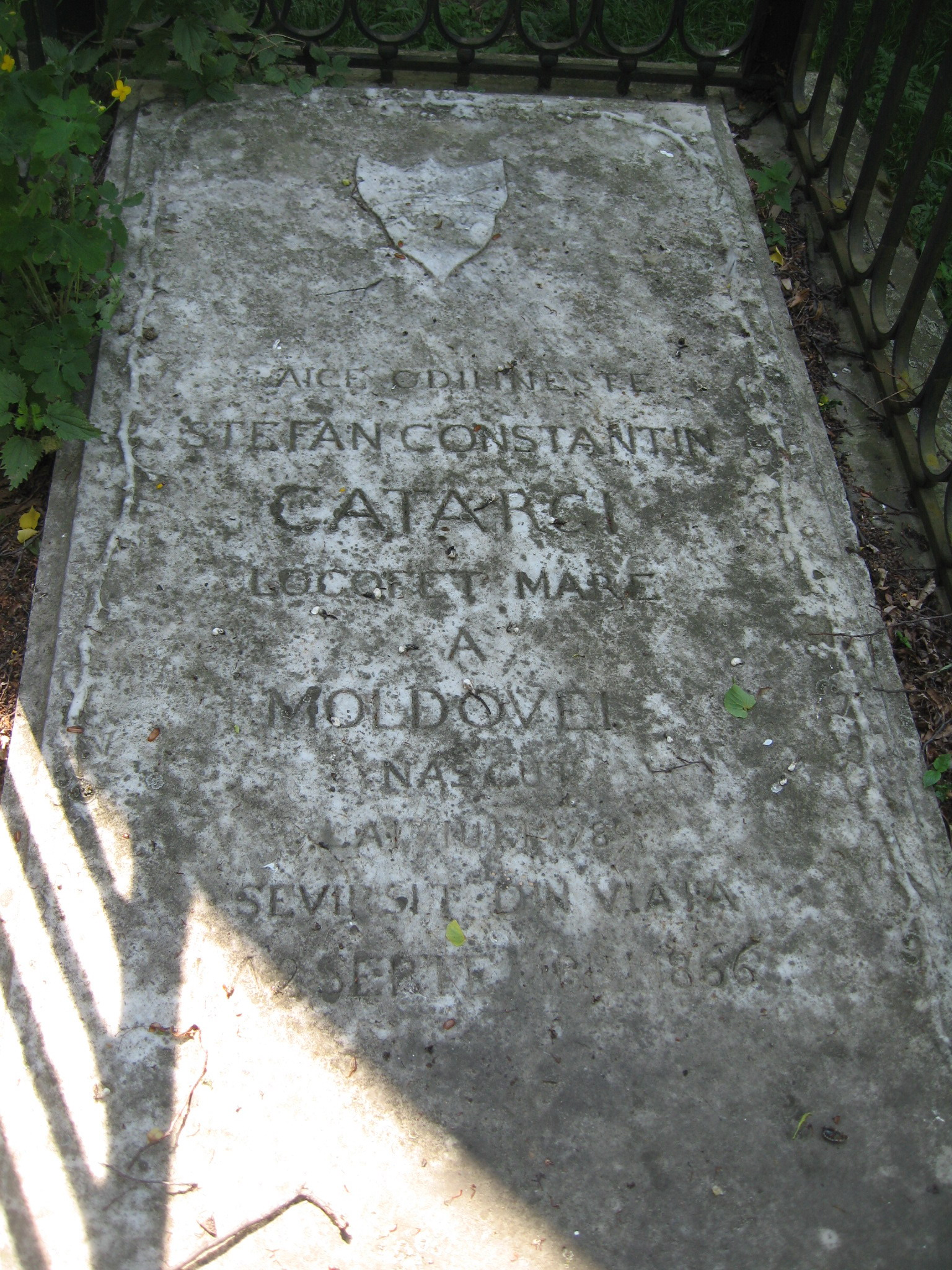
Piatra funerară a logofătului Ştefan Catargiu în curtea bisericii din Tupilaţi.

Ștefan Catargiu (n. 1789 – d. 2 septembrie 1866) a fost un boier moldovean, care a îndeplinit funcția de membru al Căimăcămiei de Trei din Principatul Moldovei (1857 - 20 octombrie 1858).
Catargiu era proprietarul moșiei de la Tupilați (astăzi în județul Neamț). În anul 1819 vornicul Catargiu a obținut printr-un hrisov dreptul de a înființa târguri și iarmaroace, aici construindu-se Hanul Ancuței, care va servi și ca stație de poștă.
În anul 1838 era vornic; în 1843 era Ministru al Dreptății (mare logofăt), dovedindu-se un boier loial domnitorului Mihail Sturdza (1834-1849). În anul 1857 devenise un membru foarte activ al ideii de unire.
În perioada 1857 - 20 octombrie 1858 Catargiu a fost membru al Căimăcămiei de Trei (alături de Anastasie Panu și Vasile Sturdza), care administra Moldova. În timpul căimăcămiei a urmărit scopuri ascunse și nepatriotice, dar a întâmpinat rezistența viguroasă a celorlalți doi membri ai camăicămiei de trei, care i-au zadărnicit planurile. S-a retras din căimăcămie la 20 octombrie 1858, fiind înlocuit de I. A. Cantacuzino.
Acesta a incetat din viata la 2 septembrie 1866 comitand suicid iar in prezent se spune ca fantoma acestuia bantuie Conacul Zarifopol care a fost construit de acesta și a fost înmormântat în curtea Bisericii din satul Tupilați (județul Neamț).